# Bella Mirianasvili
Bella Mirianasvili Bela Mirianashvili grúzul: ბელა მირიანაშვილი (Tbiliszi, 1938. április 1.,  – Tbiliszi,  1992. augusztus 28.) grúz színésznő. Grúzia tiszteletbeli művésze (1976 ).

## Életrajza
Tbilisziben született 1938. április 1-jén . A tbiliszi 1. számú  Zeneiskola elvégzése után 1952-ben a Tbiliszi Állami Opera Balettiskolájába került, ahol 4 évig tanult. 1960-ban színészi diplomát kapott a Sota Rusztaveli Grúz Állami Színházi Intézet színész karán. Az intézet második évétől szerepelt filmekben, a negyedik évtől a Sota Rusztaveli Állami Színházban játszott. 1974-től Robert Sturua rendező asszisztenseként dolgozott.
Férje Kahi Kavszadze színész volt, Közös fiuk, Irakli Kavsadze. Első házasságából lánya született, Nanuka Huskivadze.

## Emlékezete
Tbilisziben elneveztek róla egy utcát.

## Filmográfia
- 1957 : "The Young Man from Sabudara" (The Brole) rendező. Sota Managadze [3]
- 1958 : Mameluk rendező. David Rondeli [4]
- 1959 : "Last Day, First Day" (Lamara) rendező. Siko Dolidze [5]
- 1959: Múlt nyár (Liana) Rendezők Geno Csulaja, Neli Nenova [6]
- 1961 : "The Undiploma Bride" (Nani) rendező. Levan Hotivari [7]
- 1963 : "Cerodenai lovagok" (Ruszudan) Rendezők: Geno Csulaia, Neli Nenova [8]

## Színházi szerepeiből
- Alexander Afinogenov "Masenyka" (Galinka).
- Alfred Gerry "The Sixth Floor" (Jeanette) rendezője. Miheil Tumanisvili
- Maxim Gorkij "Vassza Zseleznova" (Ljudmilla).
- John Boynton Priestley  Az idő és a Conway család ,  (Carroll)
- Eugène Scribe "Egy pohár víz" (Abigail)
- John Galsworth "Almavirág" , (Miggen)

### Rusztaveli Színház
- Sergo Kldiashvili "In the Storm" (Magda)
- "Kartli fáklyái", Valerian Kandelaki (Tamriko)
- Giorgi Nakhutsrishvili "Csincsraka" (Nap)
- Nodar Dumbadze "Nyári éjszaka" (Guliko)
- Aksenti Csagareli "Hanuma" (Sona)
- Revaz Tabukasvili „A kerületi bizottság titkára” (Elene)
- Viktor Rozov: "Vacsora előtt" (Ketino) ,, r. Robert Sturua
- William Shakespeare: Szentivánéji álom, Lear király (Puck, Cordelia)
- William Gibson: "A csodatevő" (Ellen Keeler)
- B. Blažek: "A harmadik kívánság" (Vera) rendező. Robert Sturua
- Antoine de Saint-Exupéry "A kis herceg" (A kis herceg)
- Eugène Labiche: "Az olasz szalmakalap" (Hélène)
- Tennessee Williams: "Üvegfigurák"  (Laura)

## Díjai
- 1976: a Grúz Szovjet Szocialista Köztársaság tiszteletbeli művésze

## Fordítás
Ez a szócikk részben vagy egészben  a(z)   ბელა მირიანაშვილი című grúz Wikipédia-szócikk fordításán alapul.  Az eredeti cikk szerkesztőit annak laptörténete sorolja fel. Ez a jelzés csupán a megfogalmazás eredetét és a szerzői jogokat jelzi, nem szolgál a cikkben szereplő információk forrásmegjelöléseként.